# Медрес, Исраэль Джона
Медрес Исраэль Джона ( англ. Medres Israel Jonah 1894, Ляховичи, Минской губернии — 1964, Монреаль ) — канадский журналист. Писал на идиш.

## Биография
Получил традиционное еврейское религиозное образование в хедере иешиве Лиды. В 1910 в возрасте 16 лет эмигрировал в Монреаль.
В 1922 был принят в штат ежедневной газеты на идише «Кенедер Адлер». Работал в ней до конца своей жизни (в 1964), пройдя путь от репортёра, редактора, информационно-аналитического обозревателя, редактора новостей. Являлся внимательным наблюдателем и хроникёром социальной истории еврейской общины Монреаля.
Был активным членом сионистского рабочего движения. Редактировал местную сионистскую газету «Дос Ворт». Являлся корреспондентом для ежедневной газеты «Морген журнал» (Нью-Йорк).

### Произведения
- «Montreal of Yesterday» (1947)
- «Between the Wars» (1967)